# Henriettea cuneata
Henriettea cuneata är en tvåhjärtbladig växtart som först beskrevs av Paul Carpenter Standley, och fick sitt nu gällande namn av Louis Otho Otto Williams. Henriettea cuneata ingår i släktet Henriettea och familjen Melastomataceae. Inga underarter finns listade i Catalogue of Life.